# Fossa Carolina

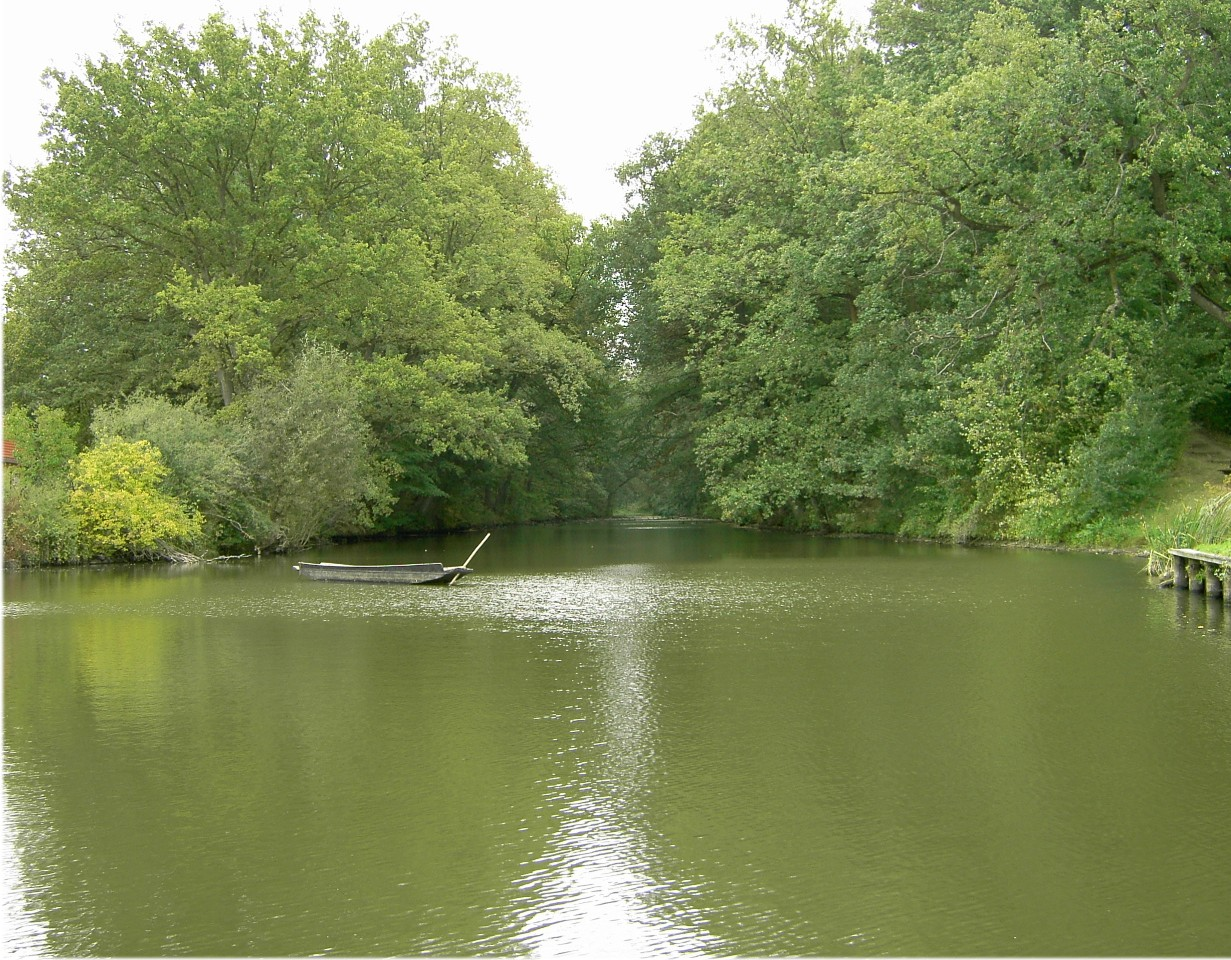
Overblijfsel van de Fossa Carolina bij Graben, gem. Treuchtlingen

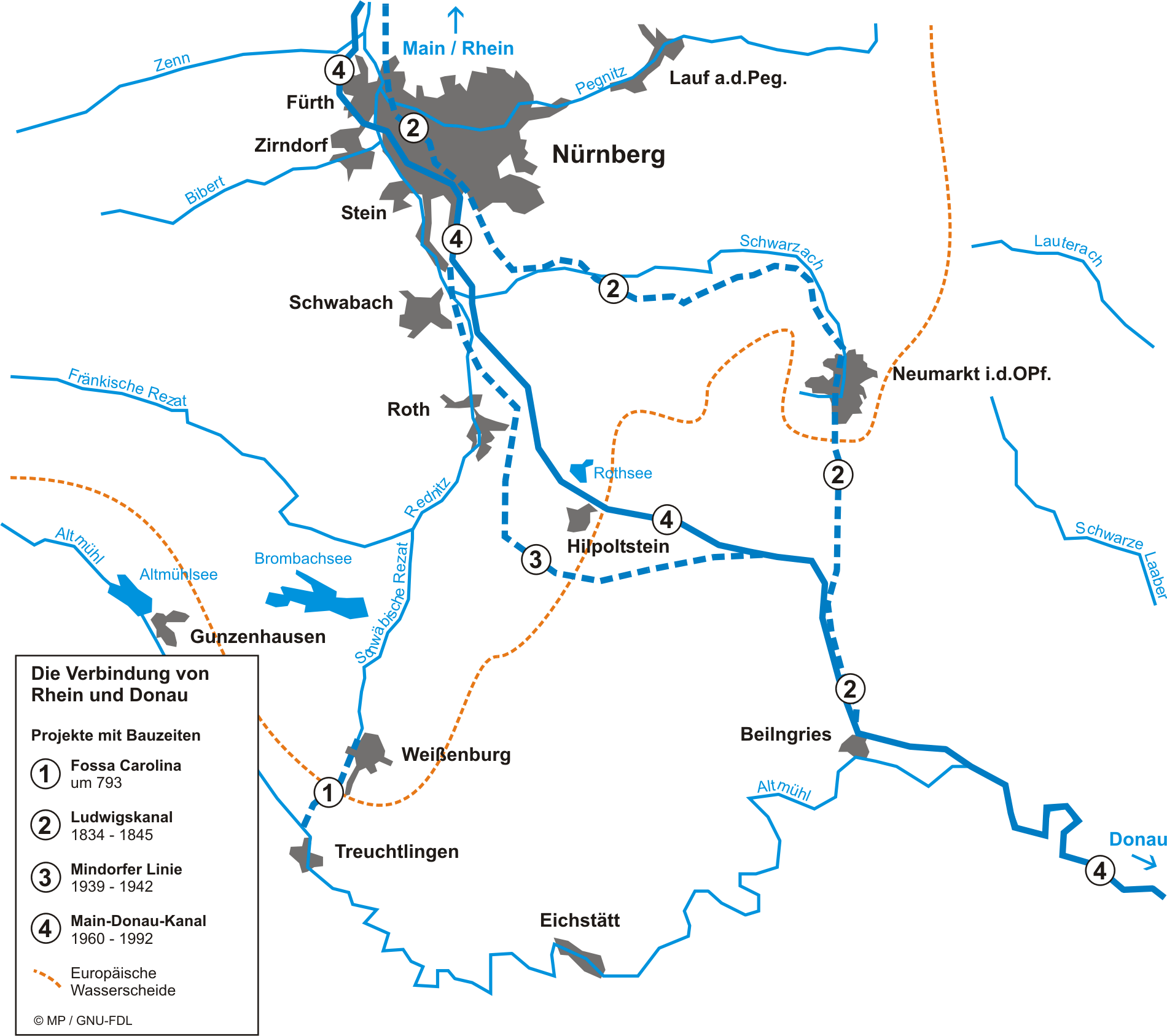
Historische Main-Donaukanaalprojecten. Linksonder de Fossa Carolina. De oranje streep is de Europese waterscheiding.

De Fossa Carolina, was ten tijde van Karel de Grote een eerste poging om door middel van een kanaal de Rijn en de Donau met elkaar te verbinden (zie Rijn-Donaukanaal).
De Fossa Carolina moest de Regnitz, een zijrivier van de Main, en de Altmühl, een zijrivier van de Donau, met elkaar verbinden. Een van de bronrivieren van de Regnitz, de Schwäbische Rezat, stroomt zeer dicht bij de Altmühl, de afstand bedraagt op een bepaald punt minder dan 2 kilometer en het hoogste punt tussen de twee rivieren ligt maar 30 meter hoger. Deze plaats is dan ook al vroeg in gebruik genomen om schepen vanaf het stroomgebied van de Rijn naar dat van de Donau te vervoeren.
Karel de Grote wilde echter meer, en in 793 werd er in zijn opdracht begonnen met een kanaal om de beide riviertjes te verbinden. Dat deze plannen serieus waren, blijkt wel uit het feit dat voor dit grote project manschappen werden vrijgemaakt terwijl hij een opstand onder de Saksen neersloeg en het land door hongersnood geteisterd werd, en uit het feit dat hij vele weken zelf bij de werkzaamheden aanwezig was; vermeld wordt, dat hij daarvoor te Pubnhaim (Bubenheim, gem.Treuchtlingen) is geweest.
Aanvankelijk ging het graven van het kanaal gestaag, maar later ging het volledig mis. Elke dag werd een stuk uitgegraven, maar 's nachts had dit zich weer opgevuld, en moest er opnieuw aan begonnen worden. Uiteindelijk werden kort voor Kerstmis 793 de werkzaamheden onsuccesvol beëindigd.
Moderne geologie heeft vastgesteld wat de oorzaak van deze problemen was: de toplaag bestaat uit voor een kanaal zeer geschikte klei, maar de daaronder liggende laag is een soort drijfzand. Toen de werkers daar aankwamen, ging het mis. De zware kleilaag perste het drijfzand als het ware terug in de gegraven sleuf, met het hierboven genoemde resultaat. Of het project zonder deze geologische bezwaren wel was geslaagd, is onduidelijk. De Altmühl ligt lager dan de Rezat, en als de twee simpelweg door een kanaal zouden zijn verbonden, zou de Rezat naar de Altmühl zijn omgelegd, en daarom nog geen bevaarbare verbinding opleveren. Het is onduidelijk of de ingenieurs van Karel de Grote dit probleem onderkenden, en zo ja, wat hun oplossing was.